# 2013 en philosophie
Chronologie de la philosophie
- 2009
- 2010
- 2011
- 2012
- 2013
- 2014
- 2015
- 2016
- 2017

L’année 2013 a été marquée, en philosophie, par les événements suivants :

## Publications
- Rendre la raison populaire : université populaire, mode d'emploi, de Michel Onfray.
- Evangelii gaudium, du pape François.
- L'Ambition, ou l'épopée de soi, de Vincent Cespedes.
- Cinq méditations sur la mort autrement dit sur la vie, de François Cheng.
- Edward. W. Said, l'humaniste radical. Aux sources de la pensée postcoloniale, de Fred Poché.
- Matériaux philosophiques et scientifiques pour un matérialisme contemporain, sous la direction de Marc Silberstein.

### Rééditions
- Descartes, Étude du bon sens, La recherche de la vérité et autres écrits de jeunesse (1616-1631) textes édités par Vincent Carraud et Gilles Olivo, PUF, 2013.
- Descartes, Œuvres complètes, nouvelle édition sous la direction de Jean-Marie Beyssade et de Denis Kambouchner, TEL Gallimard, volumes parus:
  - VIII.1: Correspondance, 1 sous la direction de Jean-Robert Armogathe, 2013.
  - VIII.2: Correspondance, 2 sous la direction de Jean-Robert Armogathe, 2013.

### Traductions
- Jakob Böhme :  De la vie au-delà des sens, traduit de l'allemand et présenté par Gérard Pfister, collection "Les Carnets spirituels", Éditions Arfuyen, Paris-Orbey, Paris, 2013.